# Parafia św. Wojciecha Biskupa Męczennika w Szczawnicy
Parafia św. Wojciecha Biskupa Męczennika – rzymskokatolicka parafia położona przy ulicy Jana Wiktora 1A. Parafia należy do dekanatu Krościenko nad Dunajcem w diecezji tarnowskiej. 

## Historia parafii
Parafia została erygowana w 1350 roku. Proboszczem parafii jest ksiądz Tomasz Kudroń.